# Montreuil-le-Henri

Montreuil-le-Henri este o comună în departamentul Sarthe, Franța. În 2009 avea o populație de 252 de locuitori.